# Boda
Boda Baranya vármegyében, a Szentlőrinci járásban. Neve a Boda, Buda személynévből származik.

## Fekvése
A megyeszékhely Pécstől mintegy 18 kilométerre nyugatra fekszik, a Mecsek délnyugati lábainál. A falu északi területén erdővel csatlakozik a Nyugat-Mecsek vonulataihoz.
A szomszédos települések: kelet felől Bakonya, délkelet felől Bicsérd, délnyugat felől Szentlőrinc, északnyugat felől pedig Bükkösd.

### Megközelítése
A Pécset Szigetvárral összekötő 6-os főút áthalad a község közigazgatási határai között, lakott területei vonatkozásában azonban zsáktelepülésnek tekinthető, mivel oda csak egy jó 3 kilométeres bekötőúton, a 66 108-as számú mellékúton lehet eljutni.
Annak sem jelent gondot a település megközelítése, aki nem gépkocsival látogat el ide, hiszen Pécs és Boda között rendszeres autóbuszjárat közlekedik.

## Története
Fényes Elek 1851-ben írta a településről: "…magyar falu Baranya vármegyében, hegyes vidéken, ut.p. Szent-Lőrincz - Határa 2576 hold, melyből úrbéri szántó 960, rét 585, szőlőhegy 245, erdőbeli közös legelő 576, tiszta legelő 50, majorsági föld 90, hasznavehetetlen 70 hold. Földe kemény, agyagos, köves és igen sovány. Lakja 800 róm.kath. és 6 zsidó. Bírja h. Eszterházy."
A község neve a Boda, Buda magyar, vagy Budimér szláv eredetű személynévből származik. A település címere a  18. században adományozott pecsét alapján készült. A címerképben a trónszék mellett álló királyi alak jobbjában kormánypálca, a másik oldalon szárnyas angyal, kezében szív van.

## Közélete

### Polgármesterei
- 1990–1994: Kovács Győző (független)[4]
- 1994–1998: Kovács Győző (független)[5]
- 1998–2002: Kovács Győző Zsigmond (független)[6]
- 2002–2006: Kovács Győző Zsigmond (független)[7]
- 2006–2010: Kovács Győző (független)[8]
- 2010–2014: Kovács Győző (független)[9]
- 2014–2019: Kovács Győző Zsigmond (független)[10]
- 2019–2024: Kovács Győző Zsigmond (független)[11]
- 2024– : Kovács Győző (független)[1]

## Intézmények
Iskola, óvoda, házi orvosi szolgálat, a szomszédos településen, Bicsérden működik. Az intézmények három település közös tulajdonában vannak. Boda a jelenlegi törvényi szabályozás szerint, területfejlesztésileg a Szentlőrinci többcélú társuláshoz tartozik.
Az önkormányzat a Nyugat-mecseki Társadalmi Információs Ellenőrzési és Településfejlesztési Önkormányzati Társulás és a Zöldvölgy Területfejlesztési és Kistérségi Önkormányzati Társulás tagja. A szervezetek székhelye Bodán található, elnöke a bodai Polgármester.
A település jövőbeni tervei között szerepel a területileg érintett településeket összekötő többfunkciós utak kiépítése, civil közösségek és szolgáltatások házának megépítése, a település örökség védelmének megóvása, munkahelyteremtés, vízelvezető árkok tovább burkolása valamint a lakosságszám megőrzése, és növelése.

## Néhány adat
A falu lakosainak száma jelenleg 464 fő, ennek 43%-a fiatal, 40% a középkorúak és 17% az időskorúak aránya. Az önkormányzat az alapfokú oktatást a Bicsérd-Boda-Zók közös fenntartású általános iskolában biztosítja a tanulók számára. Sok a munkanélküli, a megélhetést ingázással (Pécs), valamint helyi gazdálkodással oldják meg a lakosok. 2008-ban több kis-közepes vállalkozás telepedett le a településen.
A lakások száma 175. A legújabb és modern lakóházak mellett még többségében vannak a sátortetős családi házak és a múltat idéző paraszti lakóházak is, jelentős részüket átalakították, bővítették.
Az itt élők többségében magyar ajkúak, római katolikus vallásúak. A templom 1908-ban Keresztelő Szent János tiszteletére épült, ékessége az 1999-ben elkészült ólomüveg díszítés, melyet H. Barakonyi Klára képzőművész tervezett. A templom kertjében az első és második világháborúban elhunyt bodai hősök emlékműve áll.

## Civil kezdeményezések
Civil közösségek: Mecsekalja Horgász Egyesület, Bodai Polgárőr Egyesület, Boda Sportegyesület, Bodáért Egyesület, és a Boda Községért Közalapítvány, mindezek mellett pedig a falu nyugdíjasai nyugdíjas klubot hoztak létre, 23 fővel.

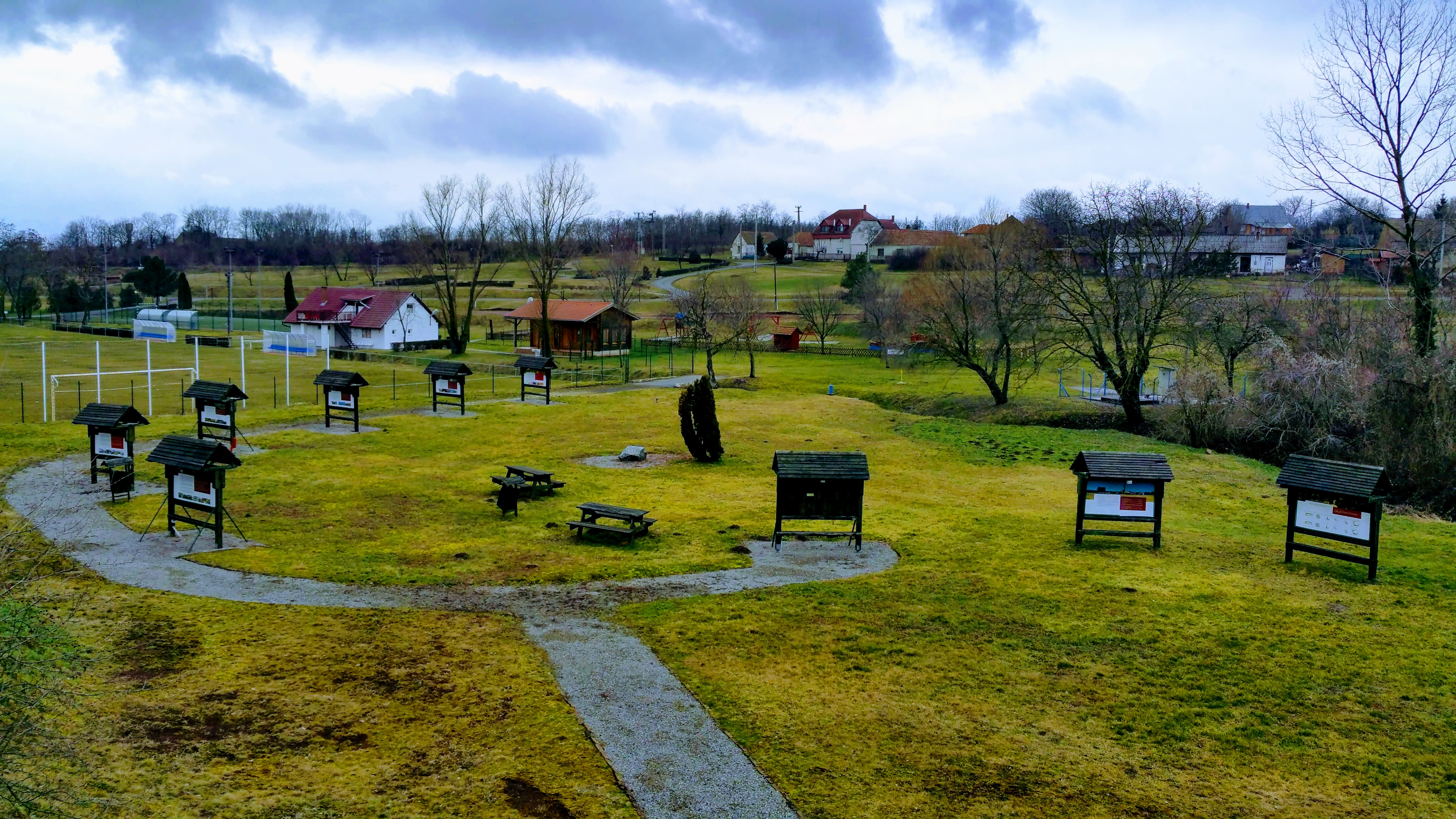
park

## Népesség
A település népességének változása:
| Lakosok száma | 416  | 407  | 403  | 388  | 372  | 417  | 408  | 417  |
|               | 2013 | 2014 | 2015 | 2019 | 2021 | 2022 | 2023 | 2024 |

A 2011-es népszámlálás során a lakosok 92,9%-a magyarnak, 1,9% cigánynak, 1,2% németnek mondta magát (6,9% nem nyilatkozott; a kettős identitások miatt a végösszeg nagyobb lehet 100%-nál). A vallási megoszlás a következő volt: római katolikus 60,4%, református 2,8%, evangélikus 0,5%, görögkatolikus 0,2%, felekezeten kívüli 17,5% (16,8% nem nyilatkozott).
2022-ben a lakosság 91,8%-a vallotta magát magyarnak, 1,7% németnek, 0,7% cigánynak, 4,1% egyéb, nem hazai nemzetiségűnek (7,9% nem nyilatkozott; a kettős identitások miatt a végösszeg nagyobb lehet 100%-nál). Vallásuk szerint 35,7% volt római katolikus, 1,2% református, 1,2% evangélikus, 0,2% görög katolikus, 2,4% egyéb keresztény, 0,5% egyéb katolikus, 15,8% felekezeten kívüli (42,7% nem válaszolt).

## Vonzerők, miért érdemes idelátogatni
A szép környezet, és a település hamisítatlan vidéki bája ideális pihenési és kikapcsolódási lehetőséget nyújt az ide látogatók számára.
A dolgos hétköznapok Bodán sem nélkülözik a vígabb napokat. Rendszeresen visszatérő események és hagyományteremtő szándékkal életre hívott alkalmak feledtetik az olykor késő estébe nyúló ház körüli teendőket. A Bodaiak szakítanak időt arra, hogy meglepjék egymást és a faluba érkező vendégeket.
Rendszeresen tartanak bálokat igen nagy érdeklődés mellett. Állandósultak a karácsonyi, húsvéti, farsangi rendezvények. Nem maradhatnak el a gyermeknapi játékos vetélkedők, sportrendezvények. Hetente hétfőnként este 17 órától a helyi tv-csatorna adását láthatják a lakosok.
Az elmúlt időben a nemzetközi szereplések szinte rendszeressé váltak a helyi Harinkó tánccsoport számára, szűkebb környezetükben pedig rendszeresen hívták őket fellépésre. A folyamatos sikerhez szinte állandó gyakorlás volt szükséges. 
Heti két-három alkalommal próbáltak, gyakorta kínlódva, gyötrődve, de tették dolgukat, mert falujuk hírét szerették volna vinni egész Európába. A település nagy bánatára a tánccsoport működése jelenleg.
A bodai szüret mindig nagy esemény a falu életében. A "Mediterrán Ősz" nevű megyei rendezvény egyik állomása a helyi program. Kiemelt rendezvény ez a javából, ahol a helybéli sokaság mellett ott vannak az osztrákok, németek, románok és igencsak ropják a táncot. Minden alkalommal úgy mennek el, jövőre veletek ugyanitt. És a szavukat tartják is. A hagyományokat ápolva a település utcáin lovas felvonulással kezdődik az ünnep, majd menettánc kíséri a felvonulókat.
A szabadtéri színpadon a helyi és vendég néptánc együttesek szórakoztatják a közönséget és szünet nélkül szól a muzsika, kísérve az egyre fokozódó jókedvet. Mindeközben egy másik helyszínen kézművesek kirakodóvására vonzza a látogatókat, játszóházban zajonganak a picik és még sokáig lehetne sorolni a napi eseményeket.
Rendszeresek a különböző témájú kiállítások. A múltat idéző és őrző tárgyi bemutatók mellett alkalmanként szerepel a jelen és a fantázia segítségével bepillanthatunk a jövőbe is.
A turizmus első helyen áll a település életében, mivel e Mecsek veszi körül erdeivel, nagy lehetőségeket kínálva. A vadászat, bakancsos turizmus, a méhészet, a borászat, horgászat, meghatározó a turizmus szempontjából a falu életében.
Graf Ferenc méhészete 1985-től működik. Kezdetben a ház udvarán helyezte el a méheket (50 méhcsaládot). Mára jelentősen bővült a méhállomány és a háznál tartott méhcsaládokon túl további két telephelyen is dolgozik méhekkel. Fő tevékenysége természetesen a méztermelés, közülük is kiemelkedő jelentőségű számára az akácméz. Minden évben az időjárástól, illetve a méhek számára elérhető vetési területtől függ, hogy milyen mézet termel. Így változó mennyiségben van évről-évre az akácméz mellett repce, hárs, és napraforgó méze. Méhészetében lépes mézet is előállít a piaci igényeknek megfelelően. Mindenütt rend és tisztaság, természetesen a kaptárak környékén is. Az országszerte ismert Hunor kaptártípussal dolgozik. Szakértelmére kíváncsi a méhésztársadalom, ezért év közben több méhész, illetve méhészcsoport keresi fel bodai házánál. Külföldi vendégeket is fogad. Gyakran jönnek hozzá Németországból, Horvátországból, de járt már nála amerikai és svájci méhész kolléga is.
Gyertyagyűjteményt és mézből illetve méhviaszból készült kézi gyártású ritkaságokat is rejteget a ház. Folyamatosan alakítja ki az országban, de talán Európában is egyedülálló méhészmúzeumát. Bemutatóhelyként már most is működik, szenvedélyesen gyűjtötte és gyűjti a méhészettel kapcsolatos tárgyakat, rendelkezik évszázadokkal ezelőtt használt kézi szerszámokkal, kaptárakkal.
Külön található meg nála rendezett formában az eltérő országokból származó különböző évjáratú mézminták, pl. finn, görög, angol, horvát stb. mézek. A kuriózumként is felfogható múzeum egyben betölti a regionális oktatóközpont szerepét is. Sok fiatal méhész tanulta meg a népi mesterséget ebben a házban és várhatóan még nagyon sokan sajátítják el eme szép hivatás rejtett tudományát a fiatalok és a méhészethez vonzódó idősebbek is.
Nem titkolt célja, hogy a bemutatóhely egyben regionális kutatóközpont is legyen. Az erre vonatkozó egyeztetések javában tartanak. Ha mindezeket együttesen elérte, teljesítette mindazt, amit célul tűzött maga elé a kiváló szakember. Graf Ferenc szívélyes ember, bármikor fogad érdeklődő látogatót egyénileg és csoportosan is.
A településen tájház is működik Tímár Zoltán birtokán. A látogatók népi eszközök, és tárgyak egész sorát vehetik szemügyre, valamint egy teljes berendezett szobát is felfedezhetnek.
Mint ahogy azt már korábban is említettük a település a Fehér-Mecsek borvidékhez tartozik. A név kötelez, ezért a Helyi Kertbarátok Köre folyamatosan képezi magát, a minőségi borok előállítása érdekében. Ezt bizonyítja az is, hogy boraik több neves borversenyen arany – ezüst minősítést kaptak.

## Nevezetességei
- Római katolikus temploma - 1908-ban épült Keresztelő Szent János tiszteletére.
- Horgásztó.

## Testvértelepülések
- Holzleithen Ausztria
- Kaangan Finnország
- Csíkrákos Románia